# イホスファミド
イホスファミド（英語: Ifosfamide、略称:IFO）は、抗悪性腫瘍剤（抗がん剤）の一つである。ナイトロジェンマスタード系のアルキル化剤に分類される。商品名はイホマイド（Ifomide）。IFMという略号で表されることもある。
WHO必須医薬品モデル・リストに収載されている。

## 警告・禁忌
- イホスファミドの類薬であるシクロホスファミドとペントスタチンを併用して心毒性が発生し死亡した例がある[3]ので、イホスファミドとペントスタチンは併用厳禁である。

- 腎臓または膀胱に重篤な障害を持つ患者では腎障害または出血性膀胱炎が増悪する危険性があるので使用禁忌である。

## 効能・効果
日本で承認されている効能・効果は下記の通りである。
- 肺小細胞癌、前立腺癌、子宮頸癌、骨肉腫、再発または難治性の胚細胞腫瘍（精巣腫瘍、卵巣腫瘍、性腺外腫瘍）、悪性リンパ腫
- 以下の悪性腫瘍に対する他の抗悪性腫瘍剤との併用療法 - 悪性骨・軟部腫瘍（英語版）、小児悪性固形腫瘍（ユーイング肉腫ファミリー腫瘍、横紋筋肉腫、神経芽腫、網膜芽腫、肝芽腫、腎芽腫など）

海外ではその他に、乳癌にも用いられる。

## 副作用
重大な副作用としては、
- 骨髄抑制（5%以上）、出血性膀胱炎（5%以上）、排尿障害（5%以上）、ファンコーニ症候群、急性腎不全（0.1%未満）、抗利尿ホルモン不適合分泌症候群（SIADH）、
- 意識障害（0.1%未満）、幻覚（0.1%から5%未満）、錯乱（0.1%から5%未満）、錐体外路症状（0.1%から5%未満）、脳症（0.1%未満）、
- 間質性肺炎（0.1%から5%未満）、肺水腫、心筋障害、不整脈、急性膵炎

が知られている（頻度未記載は頻度不明）。
5%以上の患者に、蛋白尿、悪心・嘔吐、食欲不振、脱毛、倦怠感が生ずる。
出血性膀胱炎を防止するためにメスナ（2-メルカプトエタンスルホン酸ナトリウム）が併用されると共に、尿量確保、尿のアルカリ化が図られる。メスナ投与時の出血性膀胱炎は稀である。
膀胱炎克服後に問題となって来た、頻度が高く投与量規定因子となる副作用は、脳症である。投与法にもよるが10%から30%の患者に発生する。イホスファミドの代謝物の一つであるクロロアセトアルデヒドが原因である。イホスファミド脳症の症状は、軽度なもの（集中困難、倦怠感）や中等度のもの（せん妄、精神病）、重篤なもの（非痙攣性てんかん重積状態、昏睡）と様々である。小児では、神経系の発達を妨げる可能性がある。脳以外にも、末梢神経系に影響を与え得る。副作用の強さは、米国国立がん研究所 (NCI) またはMeanwellの基準でグレードIからIVに分類される。前述の中枢神経症状や血中アルブミン低値はイホスファミド脳症の存在を示唆している。多くの場合、これらの症状は72時間以内に自然回復する。点滴途中に症状が出現して来たら、点滴を中止した方がよい。重篤（グレードIIIからIV）な症状の治療に効果的な方法はメチルチオニニウム（メチレンブルー）の静脈内投与であり、症状の持続時間を短縮させるが、その機序は判明していない。イホスファミドを高用量投与する場合には、メチルチオニニウムを予防的に用いることもある。そのほか、アルブミンやチアミン、デクスメデトミジンを投与する事もある。緊急時にはイホスファミド（および代謝物）は血液透析で除去される。
イホスファミドは非アニオンギャップアシドーシス（特にII型尿細管性アシドーシス）を惹起することがある。

## 作用機序
本剤は体内で活性化される。腫瘍細胞DNAにおいて、グアニンをアルキル化し、DNA二重鎖間の架橋や異常塩基対（C-Gに代わってT-G）を形成する。異常DNAとなることで、DNAの複製や、RNAへの転写を阻害する。